# 선저우 18호
선저우 18호(중국어: 神舟十八号)는 선저우 17호 임무가 거의 끝나갈 무렵인 2024년 4월 25일에 발사된 톈궁 우주정거장으로 향하는 중국의 우주 비행선이다. 비행사 3명이 탑승했다. 이번 임무는 중국의 13번째 유인 우주비행이자 선저우 계획 전체의 18번째 비행이다.

## 배경
선저우 18호는 이전 임무인 선저우 17호가 완료되기 전에 발사되었다. 선저우의 톈궁 우주정거장 임무와 마찬가지로 약 6개월간 지속될 예정이다. 선저우 19호 승무원이 도착한 후 출발할 예정이다.
선저우 18호의 승무원은 예광푸, 리쿵, 리광수로 구성된다.